# André Langrand-Dumonceau
André Langrand-Dumonceau (ur. 1826, zm. 1900) – belgijski finansista, bankier i przedsiębiorca, założyciel pierwszego ogólnoeuropejskiego koncernu ubezpieczeniowego. Stał się znany w całej Europie dzięki wysiłkom na rzecz stworzenia katolickiego imperium finansowego, mającego być przeciwwagą dla banków należących do Żydów i protestantów.
Jego plany chrystianizacji kapitału, mimo poparcia papieża Piusa IX, okazały się piramidą finansową. Skazany za nadużycia finansowe ukrywał się w różnych krajach, a resztę aktywów jego spółek przejął żydowski finansista Maurice de Hirsch. Upadek jego fortuny wywołał jedną z największych afer polityczno-finansowych w historii Belgii.

## Życiorys

### Wczesne lata

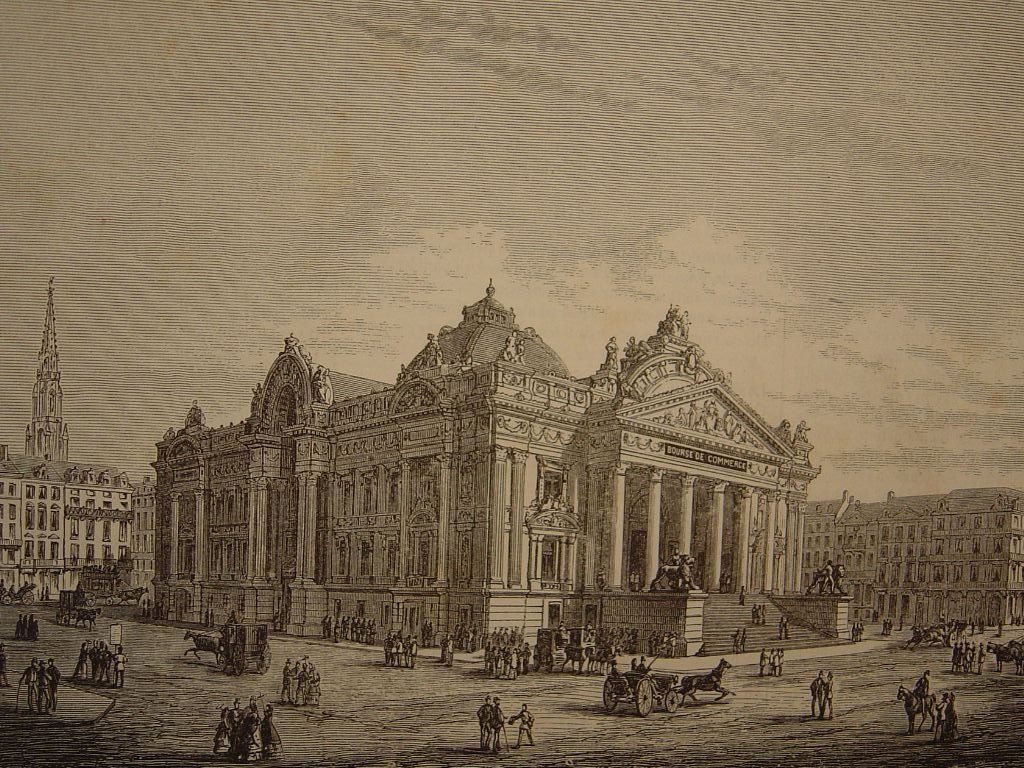
Giełda brukselska, miejsce pierwszych sukcesów finansowych Langranda-Dumonceau

Urodził się 5 grudnia 1826 jako André Langrand w Vossem niedaleko Liège. W wieku dziesięciu lat stracił ojca i musiał imać się różnych prac, by wspomóc rodzinę. W młodości pracował jako uliczny sprzedawca, roznosiciel gazet i pomocnik piekarza. W 1843 wstąpił do Legii Cudzoziemskiej, jednak po kilku latach wrócił do Belgii. W 1847 ożenił się z Rosalie Dumonceau i z powodów prestiżowych dołączył do swojego nazwiska szlacheckie nazwisko panieńskie żony. W 1850, w wieku 24 lat, założył niewielką firmę, zajmującą się sprzedażą ubezpieczeń dla rolników. Dzięki udanym inwestycjom i spekulacji akcjami w krótkim czasie założył sieć firm siostrzanych w kilku państwach świata, m.in. La Royal Belge w Belgii, holenderskie Crédit Néerlandais i Towarzystwo Handlowo-Przemysłowe oraz Międzynarodowy Bank Ziemski i Międzynarodową Kompanię Kredytu Ziemskiego z siedzibą w Londynie, a także podobne spółki na terenie Austrii i Holandii. W ciągu kilku lat stworzył imperium ubezpieczeniowe i finansowe, obejmujące sporą część państw europejskich.
Wykorzystując powszechne w ówczesnej Europie nastroje antysemickie, Langrand-Dumonceau szukał wspólników i kontrahentów w oparciu o klucz religijny. Sam na każdym kroku podkreślał swoje oddanie religii katolickiej i wiarę w to, że czuwa nad nim jego patron, święty Józef. Do swoich przedsięwzięć pozyskał wsparcie kleru i środowisk katolickich, zwłaszcza arystokracji i klasy średniej, które przekonał, że jego imperium bankowe „schrystianizuje kapitał” i stanie się przeciwwagą dla banków protestanckich i żydowskich. Swoje idee promował m.in. na organizowanych w XIX wieku Kongresach Katolików, gdzie osobiście lub przez swoich wysłanników wzywał wiernych i kler do „ochrzczenia kapitału i wydarcia go z rąk żydowskich bankierów”.
Podobne pomysły były w owym czasie podejmowane przez wielu przedsiębiorców w Holandii, Belgii i innych państwach, m.in. współpracującego z Langrandem Jana Willema Cramera. W radach nadzorczych należących do niego przedsiębiorstw zasiadali znani belgijscy politycy katoliccy, m.in. Pierre De Decker, Alphonse Nothomb i Adolphe Dechamps, jego działalność wspierali również francuscy legitymiści, zachodnioeuropejska burżuazja i arystokracja. Mimo otwarcie antysemickiej retoryki, bez przeszkód współpracował z żydowskimi przedsiębiorcami, m.in. Maurycym von Hirschem, ale także z domami Rothschildów, Bischoffsheimów, Goldschmidtów czy Königswasserów.
Nazywany „Napoleonem finansjery” i „Johnem Law XIX wieku”, Langrand-Dumonceau swoje sukcesy zawdzięczał w równej mierze urokowi osobistemu, talentowi krasomówczemu i umiejętności przekonywania do swoich planów zarówno osób z wyższych sfer, jak i klas niższych. Dzięki niej swoje oszczędności powierzali mu zarówno najwięksi finansiści jego czasów, koronowane głowy i przedstawiciele starych rodów szlacheckich i burżuazyjnych, jak też emeryci, rentierzy, prości rolnicy, księża, ministrowie rządów i politycy konserwatywni. Popularność zyskiwał dzięki okazywaniu hojności ubogim i szacunku wobec osób położonych wyżej od niego na drabinie społecznej. Olbrzymie sumy wydawał również na reklamę prasową obiecującą potencjalnym inwestorom ogromne dywidendy, a także na łapówki dla wydawców i redaktorów naczelnych pism, dyplomatów, urzędników państwowych i pracowników konkurencyjnych firm.
Wywodził się z biednej, rolniczej rodziny, więc dla wielu do końca pozostał parweniuszem, pokpiwano sobie również z jego nuworyszowskich zwyczajów, przede wszystkim zamiłowania do luksusu. Otaczał się zbytkownymi przedmiotami, posiadał jeden z największych powozów w Belgii, zgromadził też ogromną kolekcję drogocennych fajansów z Delftu, japońskiej porcelany i obrazów wielkich mistrzów. Znany był również z fanatycznego zamiłowania do dobrego ubioru i kolekcji przeszło 42 par butów.

### Magnat finansowy

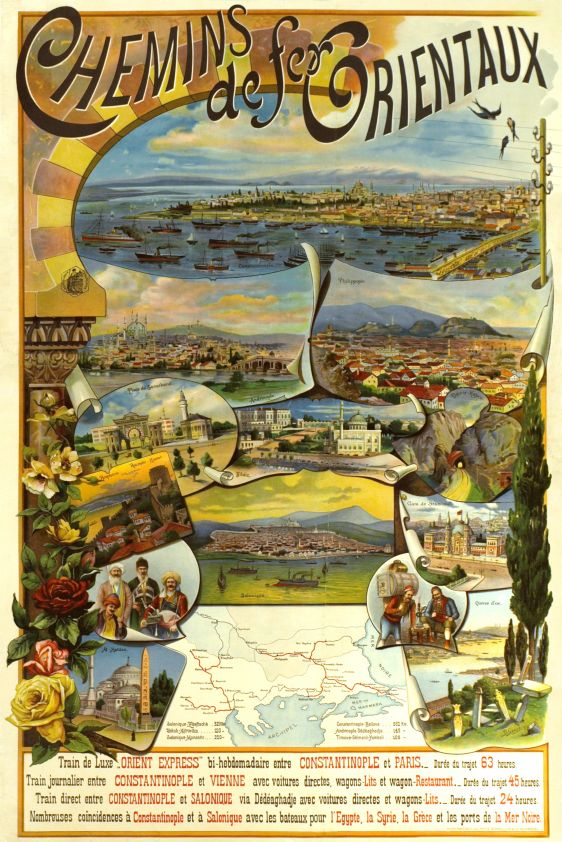
Dzięki wstawiennictwu Austrii w 1868 Langrand-Dumonceau otrzymał koncesję na budowę linii kolejowej łączącej Konstantynopol z Wiedniem. Jego imperium finansowe upadło jednak zanim kompania Chemins de fer Orientaux rozpoczęła prace budowlane.

W ciągu zaledwie dekady Langrand-Dumonceau zbudował olbrzymie imperium finansowe, sieć należących do niego w całości lub częściowo firm, w której strukturze niewielu udawało się rozeznać. Wewnętrzną strukturę tej sieci firm dodatkowo komplikował fakt, że od samego początku ich właściciel często dokonywał transakcji sam ze sobą: jedna z jego spółek wykupywała papiery wartościowe innej, a ta z kolei była formalnie właścicielką jeszcze kolejnej. Wizerunek człowieka sukcesu utrzymywał m.in. dzięki ryzykownym operacjom na giełdzie oraz fałszowaniu ksiąg należących do siebie spółek i upiększaniu raportów dla inwestorów.
W 1860 rozszerzył działalność o spekulacje ziemią i udzielanie kredytów hipotecznych w Europie Środkowej i Wschodniej, przede wszystkim w krajach Monarchii Habsburskiej. Kupił także udziały w kilku przedsiębiorstwach budowlanych specjalizujących się w projektach infrastrukturalnych. Zajmował się inwestowaniem pieniędzy banków z bogatszych państw na rynkach rozwijających się, gdzie brakowało lokalnych inwestorów. Tym stworzył instytucje, które w wielu regionach Europy jako pierwsze w historii mogły konkurować z lichwiarzami.
W 1864 papiestwo powierzyło mu organizację emisji obligacji, mających podratować budżet Państwa Kościelnego sumą 50 milionów ówczesnych franków. Choć ostatecznie udało mu się zebrać zaledwie niecałe 20 milionów, w 1865 na znak uznania dla jego wysiłków papież Pius IX nadał mu tytuł księcia rzymskiego, kredytował także jego działalność z kasy Państwa Kościelnego. Wkrótce jego prestiż zbliżył się do prestiżu czołowych finansistów jego czasów, jak baron Rothschild, bracia Péreire, Jacques Laffitte, Salomon Oppenheim czy ród Bischoffsheimów, a zaufaniem darzyli go m.in. Napoleon III, król Belgów Leopold I, papież Pius IX i Franciszek Józef. W kręgu zatrudnionych na różnych posadach w spółkach należących do Langranda-Dumonceau znaleźli się także byli i obecni ministrowie rządu belgijskiego, m.in. książę Leopold van Stratten-Ponthoz, minister finansów Edouard Mercier i Adolphe Dechamps.
Langrand-Dumonceau wydawał ogromne sumy na zdobycie koncesji kolejowych, jednak w większości nieskutecznie. Ostatecznie dopiero w 1867 udało mu się pozyskać koncesję na budowę linii Koszyce – Bogumin, a w 1868 rząd Imperium Osmańskiego przyznał jednej z jego spółek koncesję na budowę Kolei Orientalnych, linii kolejowej mającej połączyć Konstantynopol z Wiedniem i resztą Europy. W sumie w czasie największego rozkwitu jego imperium finansowego, do Langranda-Dumonceau należały 32 powiązane kapitałowo banki działające w różnych państwach (m.in. w Belgii, Holandii, Francji, Wielkiej Brytanii i w Austro-Węgrzech), a do tego kilkanaście firm oferujących kredyty hipoteczne, ubezpieczenia, a także handlujące ziemią i nieruchomościami.
Imperium finansowe Langranda-Dumonceau z biegiem lat tworzyło coraz większą piramidę finansową: hojnie wypłacane dywidendy z przynoszących straty spółek służyły zakładaniu kolejnych, z kolei straty pokrywano z przychodów jeszcze innych firm. Na każdym z przekształceń zarabiał sam Langrand-Dumonceau oraz akcjonariusze większościowi, natomiast właściciele niewielkich pakietów akcji zazwyczaj zostawali z papierami wartościowymi upadających spółek bez szans na odzyskanie poniesionych wydatków.
Przykładem może być założony w sierpniu 1853 holding Association Générale d’Assurances, w którym udziały miał również Maurycy von Hirsch. Hirsch został dyrektorem finansowym firmy a Langrand-Dumonceau odpowiadał za handel akcjami i kontakty zewnętrzne. Spółka, zawiązana w formie trustu, początkowo na siedem lat, miała zajmować się spekulacją akcjami towarzystw ubezpieczeniowych kontrolowanych przez Langranda. Spółka przetrwała dekadę, w tym czasie wykupiła m.in. akcje kilku należących do Langranda-Dumonceau firm. Gdy transakcje były udane, zyski wędrowały do kieszeni głównych udziałowców, gdy ceny akcji spadały, kosztami obciążano spółkę. Firma inwestowała również w ryzykowne przedsięwzięcia, jak choćby założona w 1860 firma Vindobona Mortgage Insurance Company specjalizująca się w udzielaniu kredytów hipotecznych. Nim ta na dobre rozkręciła działalność, von Hirsch, Langrand-Dumonceau i jego mentor Mercier zainkasowali po przeszło 100 tysięcy franków na głowę, pracownicy wysokiego szczebla również byli sowicie wynagradzani, choć zyski zwykłych akcjonariuszy były niezadowalające. Upadającą firmę przejął Belgijski Bank Hipoteczny, kolejna z firm założonych przez belgijskiego przedsiębiorcę specjalnie w tym celu.
Ostatecznie Association Générale d’Assurances wraz ze spółkami zależnymi weszła aportem do nowej firmy Langranda-Dumonceau, powstałego w sierpniu 1863 Banque de Crédit Foncier et Industriel. Na przekształceniu skorzystali akcjonariusze likwidowanej spółki, ale już niekoniecznie powstałego na jej gruzach koncernu. W ciągu zaledwie trzech lat bank utracił większość kapitału, olbrzymie sumy pochłonęły ryzykowne zakupy ziemi w Hiszpanii i na Węgrzech, a także pensje kadry zarządzającej. Głównym inwestorem upadającej spółki została inna firma należąca w większości do Langranda, londyński International Land Credit. Finansowanie długów jednej firmy przez drugą spowodowało, że większość członków zarządu i rady nadzorczej International Land Credit podała się do dymisji, jednak Langrand-Dumonceau i na tym przedsięwzięciu zarobił, choć udziałowcy mniejszościowi stracili.
Prawdziwą sytuację finansową swoich firm Langrand-Dumonceau skutecznie ukrywał przed opinią publiczną; inwestował też spore sumy w reklamę prasową oraz łapówki dla polityków, dyplomatów i urzędników. Inwestorów kusił też nadspodziewanie dużymi dywidendami, nawet w czasach kryzysu finansowego lat 1866–1867.

### Gwałtowny upadek
W 1868 imperium finansowe znalazło się u szczytu swojej potęgi, po czym nastąpił gwałtowny jego upadek. Na początku roku został zmuszony do sprzedaży części akcji swoich spółek, co doprowadziło do spadku ich notowań na giełdach. W tym samym czasie jego najważniejszy kontrahent, dom książęcy Thurn und Taxis, nagle wycofał się z prowadzenia interesów i zażądał zwrotu zainwestowanego kapitału w wysokości 15,8 mln franków. Na Langrandzie-Dumonceau zemściły się bliskie kontakty z dworami i arystokracją: w maju pełniący funkcję opiekuna prawnego niepełnoletnich książąt cesarz Franciszek Józef zmusił go do wykupienia akcji spółek dotychczas należących do tej rodziny w zamian za obietnice intratnych kontraktów na budowę linii kolejowych w Austrii. Zmusiło to belgijskiego finansistę do zaciągnięcia olbrzymich kredytów, których nie był w stanie spłacić. W tym samym czasie Austria, być może pod naciskiem własnych bankierów, również zaczęła wycofywać się z interesów z nim, a i papież Pius IX stał się dużo bardziej sceptyczny w kwestii proponowanych przez niego inwestycji, mimo że optował za nimi premier Włoch Marco Minghetti.
Kilka miesięcy później, w październiku, niewielka belgijska gazeta „La Cote libre de la Bourse de Bruxelles” ujawniła machinacje finansowe, jakich dopuszczał się przedsiębiorca oraz podległe mu zarządy należących do niego spółek. Równolegle belgijskie organy ścigania wszczęły przeciwko niemu śledztwo, oskarżając go o oszustwa finansowe. Wybuchł skandal, tym większy, że instytucje finansowe należące do belgijskiego magnata miały silne powiązania ze światem polityki. W ciągu zaledwie dwóch miesięcy, w wyniku tzw. afery Lagranda-Dumonceau, większość należących do niego spółek zbankrutowała, a wraz z nimi oszczędności straciło wielu katolików w całej Europie, zarówno drobnych przedsiębiorców, jak i przedstawicieli arystokracji. Jednym z najbardziej poszkodowanych był Jerzy V, niewidomy król Hanoweru. Przez cały kontynent przetoczyła się fala upadłości, dymisji ministrów, samobójstw, a nawet rozruchów.

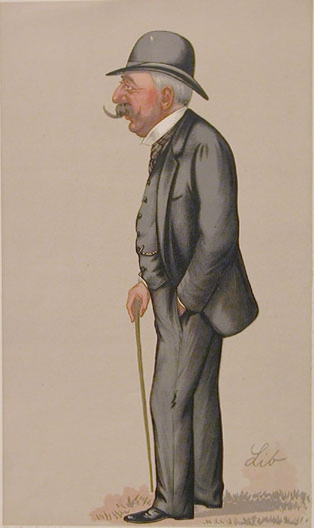
Karykatura barona Maurycego von Hirscha, magnata finansjery, który przejął większość aktywów przedsiębiorstw należących do Langranda-Dumonceau

Wkrótce belgijskie partie liberalne wytoczyły przeciw przedsiębiorcy proces i rozpoczęły kampanię prasową, mając nadzieję na zdyskredytowanie nie tylko jego, ale i wszystkich polityków reprezentujących opcję katolicką w Belgii. 25 sierpnia 1870 Sąd Handlowy Brukseli orzekł bankructwo osobiste Lagranda-Dumonceau, a także wszystkich należących do niego przedsiębiorstw, a w 1872 skazał go na dziesięć lat więzienia. Wkrótce potem również jego spółki w Holandii zostały zmuszone do ogłoszenia bankructwa, a los reszty przypieczętował krach na giełdzie wiedeńskiej w maju 1873. Większość aktywów Langranda-Dumonceau likwidator masy upadłościowej sir Henry Drummond Wolf sprzedał baronowi Maurycemu Hirschowi. Jak zauważa Kurt Grunwald, autor biografii Hirscha, zakrawa na ironię fakt, że ostatecznie „katolickie imperium finansowe” znalazło się w rękach żydowskiego bankiera za sprawą protestanta.
Belgijskie śledztwo prowadzone przez księcia de Liedekerke-Beaufort ujawniło m.in. ukrywanie strat i fałszowanie wartości spółek. Wyrok wydano in absentia, bowiem sam André Langrand-Dumonceau zbiegł do Anglii, gdzie likwidator aktywów przedsiębiorcy na Wyspach Brytyjskich, sir Henry Drummond Wolff, nie dopatrzył się żadnych nieprawidłowości w zarządzaniu Międzynarodowym Bankiem Ziemskim, a bankructwo jego przedsiębiorstw uznał za wynik niekompetencji, a nie złej woli. Wspierający go ministrowie belgijskiego rządu odeszli w niesławie z polityki, a mianowanie skompromitowanego De Deckera gubernatorem Limburgii doprowadziło do upadku rząd premiera Jules’a d’Anethana. Skandal odbił się szerokim echem na świecie, jednak nie przyniósł belgijskim liberałom oczekiwanego zwycięstwa wyborczego.
Sam Langrand-Dumonceau resztę życia spędził na emigracji, ukrywając się przed ścigającymi go wierzycielami. Udało mu się wywieźć większość pieniędzy z prywatnych kont do Paryża, skąd uciekł do Rzymu, a stamtąd do Londynu, by w 1872 przez Brazylię dotrzeć do Stanów Zjednoczonych. Przez pewien czas mieszkał w Nowym Jorku, w mieszkaniu dawnego współpracownika, Henry’ego Amy’ego. Ostatecznie powrócił do Europy i osiadł na stałe we Włoszech. Zmarł 25 kwietnia 1900 w Rzymie.
W latach 1960–1965 Guillaume Jacquemyns opublikował pięciotomową biografię André Langranda-Dumonceau, będącą zarazem monografią jego kariery biznesowej . Od tego czasu jego działalność przywoływana jest w literaturze przedmiotu jako istotny przykład pewnego etapu dziejów kapitalizmu, a skutki upadku jego finansowego imperium bywają porównywane do bankructwa imperium Ivara Kreugera w latach 20. XX wieku.